# Kassina fusca
Kassina fusca es una especie de anfibios de la familia Hyperoliidae.
Habita en Burkina Faso, Costa de Marfil, Ghana, Malí, Níger, Nigeria, Senegal, posiblemente Benín, posiblemente Gambia, posiblemente Guinea, posiblemente Guinea-Bissau y posiblemente Togo.
Su hábitat natural incluye sabanas secas, sabanas húmedas, zonas secas de arbustos, lagos intermitentes de agua dulce, marismas intermitentes de agua dulce y pastos.